# Крістіан Павон
Крістіан Павон (ісп. Cristian Pavón, нар. 21 січня 1996, Кордова) — аргентинський футболіст, нападник клубу «Бока Хуніорс» і національної збірної Аргентини.

## Клубна кар'єра
Народився 21 січня 1996 року в місті Кордова. Вихованець футбольної школи клубу «Тальєрес» з рідного міста. 
7 грудня 2013 року в матчі проти «Вілла Сан-Карлос» він дебютував у Прімері Б. 3 березня 2014 року в поєдинку проти «Крусеро-дель-Норте» Крістіан забив свій перший гол за клуб.
У липні того ж року Павон перейшов в «Бока Хуніорс». Сума трансферу склала 1,3 млн. євро. Для отримання ігрової практики він відразу ж був відданий в оренду в «Колон». 9 серпня в матчі проти «Інстітуто» Павон дебютував у аргентинській Прімері. 4 вересня в поєдинку проти «Гуарані Антоніо Франко» він забив свій перший гол за «Колон».
На початку 2015 року Павон повернувся в «Боку». 5 квітня в матчі проти «Уракана» він дебютував за «Хуніорс», замінивши у другому таймі Ніколаса Лодейро. 20 квітня в поєдинку проти «Лануса» Крістіан забив свій перший гол за команду, а травні відзначився ще одним м'ячем у «дербі» проти «Рівер Плейта». В тому ж році у складі команди ста чемпіоном Аргентини та володарем національного кубка. На кінець сезону 2017/18 встиг відіграти за команду з Буенос-Айреса 65 матчів в національному чемпіонаті, в яких 17 разів відзначався забитими голами, тричі виграва чемпіонат країни.

## Виступи за збірні
2013 року виступав у складі юнацької збірної Аргентини на юнацькому чемпіонаті світу у ОАЕ. На турнірі він зіграв у матчах проти команд Ірану, Мексики та Швеції, а аргентинці зайняли 4 місце на турнірі.
2015 року у складі молодіжної збірної Аргентини був учасником молодіжного чемпіонату світу, на якому зіграв у двох матчах, проте аргентинці не змогли вийти з групи.
2016 року захищав кольори олімпійської збірної Аргентини на Олімпійських іграх 2016 року у Ріо-де-Жанейро, де взяв участь у всіх трьох матчах групового етапу, на якому виступи аргентинців на турнірі й завершилися.
11 листопада 2017 року дебютував у складі національної збірної Аргентини, вийшовши замість Едуардо Сальвіо наприкінці товариської гри проти збірної Росії. Провівши ще декілька товариських матчів за національну команду, справив позитивне враження на її тренерський штаб і був включений до її заявки на фінальну частину чемпіонату світу 2018 року.

## Титули і досягнення
- Чемпіон Аргентини (1):

«Бока Хуніорс»: 2015, 2016/17, 2017/18
- Володар Кубка Аргентини (2):

«Бока Хуніорс»: 2014/15, 2020/21
- Володар Суперкубка Аргентини (1):

«Бока Хуніорс»: 2018